# Selatiel
Selatiel, o Selafiele (in aramaico צלתיאל‎, Tzelathiel, "Preghiera di Dio"; in ebraico שאלתיאל‎?, Shealtiel) – a volte identificato con Salathiel dal Quarto Libro di Esdra – è uno dei sette arcangeli della tradizione ortodossa orientale e cattolica bizantina.

## Nella letteratura giudaico-cristiana
Selatiel appare nel versetto 3,:6 del testo apocrifo ebraico e cristiano Il conflitto di Adamo ed Eva, che narra come Dio inviò lui e Suriyel a salvare Adamo ed Eva dall'inganno di Satana, ordinando a Selatiel "di portarli giù dalla cima dell'alto monte e portarli alla Grotta dei Tesori". 
Alcune tradizioni cristiane considerano Selatiel come l'angelo in Apocalisse 8:3-4 nel Nuovo Testamento, che presenta le preghiere delle persone sulla Terra a Dio in cielo: "Un altro angelo, che aveva un incensiere d'oro, venne e si fermò all'altare. Gli fu dato molto incenso da offrire, con le preghiere di tutto il popolo di Dio, sull'altare d'oro davanti al trono. Il fumo dell'incenso, insieme alle preghiere del popolo di Dio, salì davanti a Dio dalla mano dell'angelo". 

## Patronato

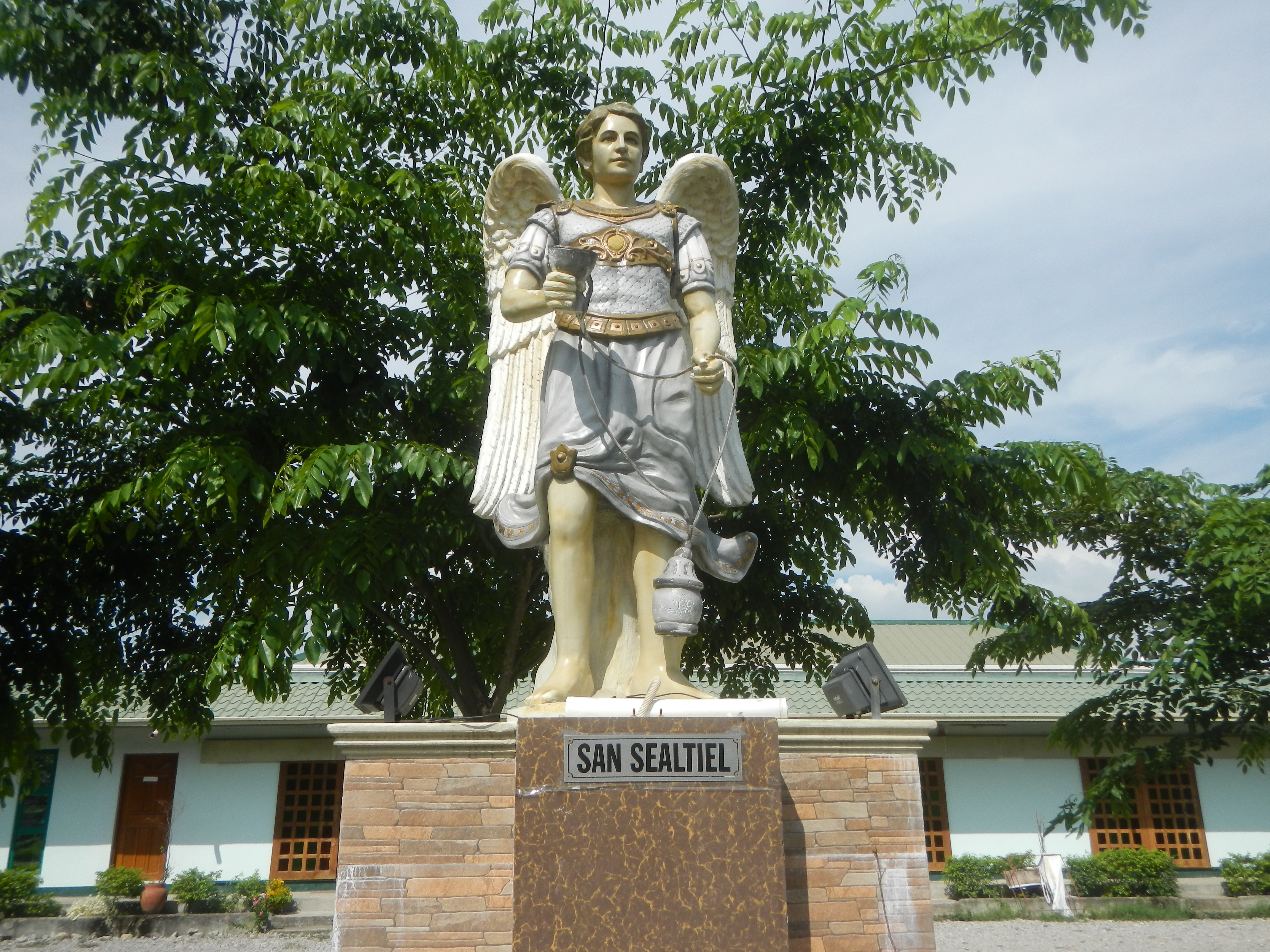
Statua di "San Sealtiel"

Selatiel è spesso visto come il santo patrono della preghiera e del culto per i membri della Chiesa ortodossa orientale e di alcune tradizioni cattoliche. In alcune tradizioni ortodosse, si crede che aiuti le persone a interpretare i sogni, superare le dipendenze, proteggere i bambini, presiedere agli esorcismi e dirigere la musica in paradiso. I cristiani ortodossi possono invocare il suo aiuto se la loro preghiera soffre di distrazioni, disattenzione o freddezza.

## Preghiera
Una preghiera spesso recitata nelle tradizioni ortodosse e cattoliche è la semplice preghiera di San Selatiel per l'intercessione: 
O Puro e Santo Arcangelo San Selatiel, ti inchini davanti al Signore Onnipotente offrendo angelici saluti di lode e ringraziamento. Guidaci nella nostra preghiera. Come te, vorremmo pregare e adorare Dio incessantemente nel modo giusto. Possa la nostra vita essere come l'incenso gradito a Dio. In attesa dell'inevitabile momento della separazione da questo mondo materiale, possiamo lodare la Santissima Trinità in spirito di vero amore e umiltà per tutti i giorni della nostra vita nell'eternità. Ottienici questi favori (nominali) e presenta a Dio Padre tutte queste richieste per mezzo di Gesù Cristo nostro Signore, insieme allo Spirito Santo, nei secoli dei secoli. Amen. 

## Iconografia
Quando raffigurato nell'iconografia da solo o con caratteristiche individuali, viene mostrato in un atteggiamento di umile preghiera, con gli occhi bassi e le braccia incrociate sul petto. A volte è anche rappresentato inginocchiato con l'incenso in un turifero, mentre prega. La preghiera è considerata il suo attributo speciale.